# Rob Bresnahan

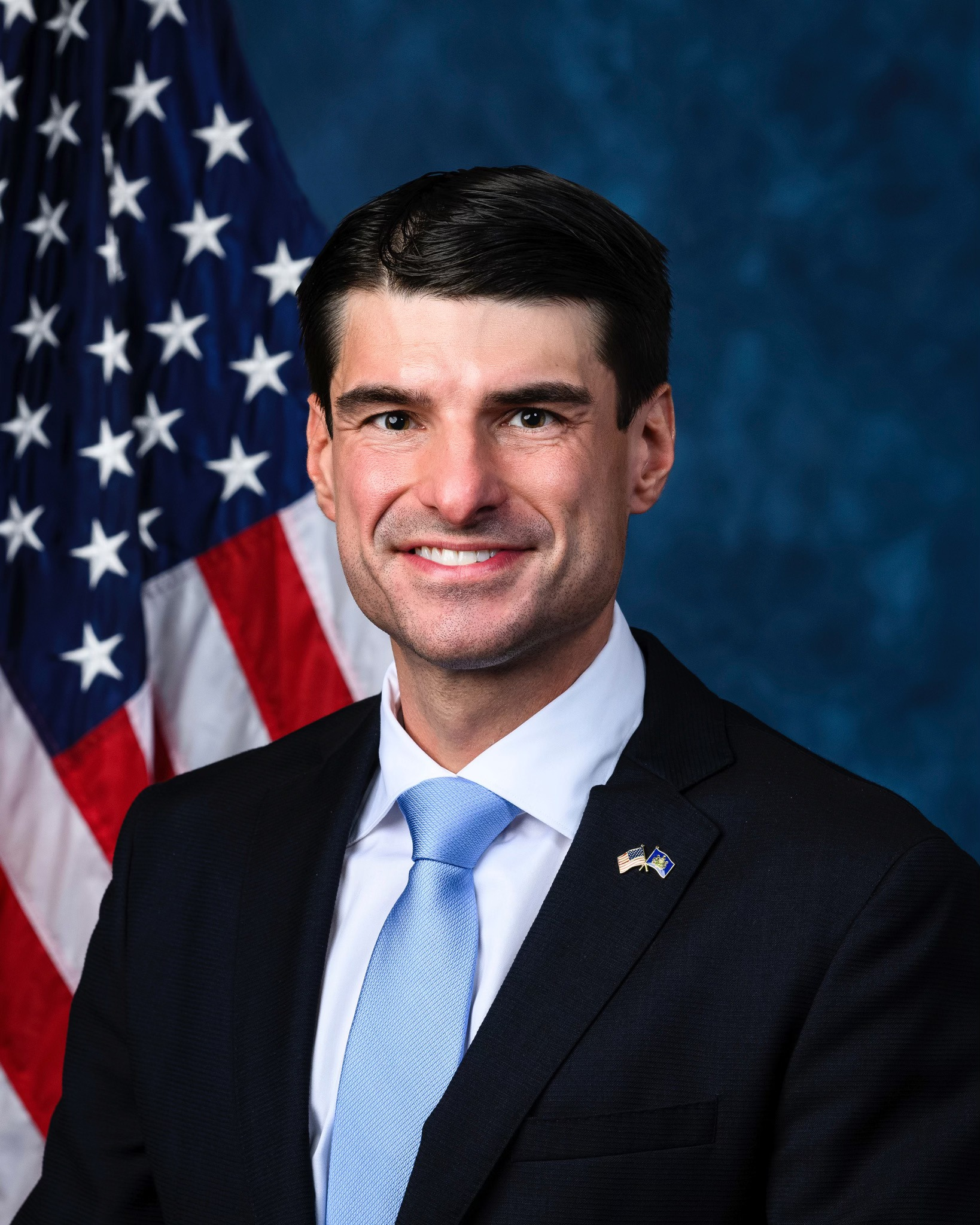
Rob Bresnahan

Robert „Rob“ Paul Bresnahan Jr. (* 22. April 1990 in Kingston, Pennsylvania) ist ein US-amerikanischer Politiker (Republikanische Partei). Bresnahan wurde 2024 im 8. Kongresswahlbezirk Pennsylvanias in das Repräsentantenhaus der Vereinigten Staaten gewählt und vertritt den Wahlbezirk seit dem 3. Januar 2025 in Washington, D.C.

## Leben
Rob Bresnahan wuchs im Wyoming Borough und in Hughestown auf. Er studierte von 2008 bis 2012 an der University of Scranton und schloss dort mit einem Bachelor ab.
Bresnahan begann mit 19 Jahren bei Kuharchik Construction, dem Elektroinstallationsbetriebes seines Großvaters, zu arbeiten. Er bewältigte die Finanzen des Betriebes. Während er weiter bis 2024 für seinen Großvater arbeitete, war er von 2012 bis 2021 bei der Xito Group LLC tätig und ab 2016 Präsident der RPB Ventures LLC. RPB Ventures ist ein von ihm gegründetes Projektentwicklungsunternehmen.
Er war zum Zeitpunkt seiner Wahl verlobt und lebte im Dallas Township.

## Politik
Rob Bresnahan kandidierte erstmals bei der Kongresswahl 2024 für ein politisches Amt. Er meldete seine Kandidatur im 8. Kongresswahlbezirk am 3. Oktober 2023, dem Tag der Abwahl von Kevin McCarthy als Sprecher des Repräsentantenhauses, an. In der Vorwahl im April 2024 war er der einzige republikanische Kandidat im Kongresswahlbezirk. Im Hauptwahlkampf gegen den
Demokraten und Amtsinhaber Matt Cartwright konzentrierte sich Bresnahan darauf, seinen Rivalen für die Inflation seit der COVID-19-Pandemie verantwortlich zu machen, und das Thema Grenzsicherung. Bresnahan gewann die Hauptwahl zum 119. Kongress im November 2024 mit 50,8 % gegen den Demokraten Matt Cartwright. Seine Legislaturperiode im Repräsentantenhaus des 119. Kongresses dauert vom 3. Januar 2025 bis zum 3. Januar 2027.

### Positionen
Bresnahan bezeichnete den Frust, dass in Washington zu wenig geschehe, als Ansporn für seine Kandidatur und nannte die Abwahl McCarthys als Beispiel.
Er sieht sich als Anhänger eines ausgewogenen Haushalts und denkt, dass Energiekosten ein wichtiger Faktor für die Inflation seien. Die Ermöglichung von Fracking und die Versorgung mit Erdgas sei für seinen Wahlbezirk sehr wichtig. Er wolle sich für Infrastrukturinvestitionen im Nordosten Pennsylvanias einsetzen.